# 丰沙里省
豐沙里省是老挝北部的一个省。地處全老撾的最北端，西、北鄰中國雲南，東鄰越南。首府豐沙里。
在古代至今一直是中寮兩國之間的連接地。在1960年代至1970年代，中華人民共和國曾在此省的省會設立領事館，後已遷移至永珍。豐沙里省有較多的寮國華裔。

## 行政区划
| 地圖  | 代碼   | 縣 | 原文   | 人口 (2015) |
| ----- | ------ | -- | ------ | ----------- |
|       |        |    |        |             |
| 02-01 | 豐沙里 |    | 23,337 |             |
| 02-02 | 迈县   |    | 26,361 |             |
| 02-03 | 夸县   |    | 26,164 |             |
| 02-04 | 索潘县 |    | 24,420 |             |
| 02-05 | 奔诺县 |    | 22,285 |             |
| 02-06 | 约乌县 |    | 31,145 |             |
| 02-07 | 布代县 |    | 24,277 |             |

## 氣候
全省屬熱帶季風氣候，但由於丰沙里全省剛地處於中國的雲貴高原以南延伸部份，地勢平均高於1000米，故全年氣溫也與雲南省大部份城市的溫度也相差無幾，部份高山於12月至翌年2月更會有嚴重結霜，甚少降雪。唯獨豐沙里省地勢上正正位於兩股高壓區（華中高壓區和青藏高原高壓區）之間，來自赤道炎熱的海洋氣流會易於在泰國灣和柬埔寨一帶北上，至雲貴高原的南面，使豐沙里省，以及中國雲南省西雙版納地區，不論夏季冬季，一日溫度都會由夜間的最低攝氏10-15度，回升至日間最高攝氏28-30度。同樣地，豐沙里省因在冬季時常處於東西兩股冷鋒的末端之間，在兩股冷鋒夾雜之相關低壓區影響下，冬天的雨水也相當的多，與雲貴高原天晴乾燥的天氣截然不同。而在夏天，赤道低氣壓活躍和北移，但由於地勢高，豐沙里省的天氣既有雲貴高原「四季如春」的亞熱帶氣候及高地氣候之餘，也有酷熱多雨的熱帶氣候特色。